# Голубовка (Седельниковский район)
Голубовка — село в Седельниковском районе Омской области. Административный центр Голубовского сельского поселения.

## История
Основано в 1895 году. В 1928 году село состояло из 96 хозяйств, основное население — украинцы. В административном отношении являлось центром Голубовского сельсовета Седельниковского района Тарского округа Сибирского края.

## Население
| 1926 | 2010 |
| ---- | ---- |
| 578  | ↘448 |